# Isla Miyako
La isla Miyako (en japonés: 宮古島) es la más grande y más poblada de las islas Miyako en la prefectura de Okinawa, Japón. Se encuentra a unos 400 km al este de Taipéi, Taiwán. Con una superficie de 158,70 km², Miyako es la cuarta isla más grande de la prefectura de Okinawa y la 22º de Japón.
Miyakojima es bien conocida por su belleza, en particular el cabo Oriental (東平安名岬 Higashi-hennazaki), que es considerado por muchos como uno de los lugares más bellos de Japón. Otros lugares que vale la pena destacar son playa Maehama, el Centro Cultural Alemán, playa Painagama, y otros lugares de interés en Irabu-jima. 
Hay tres islas cercanas que están conectados por puentes a Miyako:
- Irabujima (      Irabu-jima)
- Ikemajima (池間島 Ikema-jima)
- Kurimajima (来間島 Kurima-jima)

En la isla se habla la lengua miyako, uno de los varios idiomas de las islas Ryukyu.
El aeropuerto de Miyako es el único aeropuerto en la isla.En la isla Irabu que está conectada por carretera está el aeropuerto de Shimojijima.

## Clima
El clima de Miyakojima está en el límite entre un clima ecuatorial y un clima subtropical húmedo con veranos muy cálidos e inviernos suaves. Las precipitaciones son abundantes durante todo el año; agosto es el mes más húmedo, y enero y julio son los más secos.
| Parámetros climáticos promedio de Isla Miyako (1991-2020) | Parámetros climáticos promedio de Isla Miyako (1991-2020) | Parámetros climáticos promedio de Isla Miyako (1991-2020) | Parámetros climáticos promedio de Isla Miyako (1991-2020) | Parámetros climáticos promedio de Isla Miyako (1991-2020) | Parámetros climáticos promedio de Isla Miyako (1991-2020) | Parámetros climáticos promedio de Isla Miyako (1991-2020) | Parámetros climáticos promedio de Isla Miyako (1991-2020) | Parámetros climáticos promedio de Isla Miyako (1991-2020) | Parámetros climáticos promedio de Isla Miyako (1991-2020) | Parámetros climáticos promedio de Isla Miyako (1991-2020) | Parámetros climáticos promedio de Isla Miyako (1991-2020) | Parámetros climáticos promedio de Isla Miyako (1991-2020) | Parámetros climáticos promedio de Isla Miyako (1991-2020) |
| Mes                                                       | Ene.                                                      | Feb.                                                      | Mar.                                                      | Abr.                                                      | May.                                                      | Jun.                                                      | Jul.                                                      | Ago.                                                      | Sep.                                                      | Oct.                                                      | Nov.                                                      | Dic.                                                      | Anual                                                     |
| --------------------------------------------------------- | --------------------------------------------------------- | --------------------------------------------------------- | --------------------------------------------------------- | --------------------------------------------------------- | --------------------------------------------------------- | --------------------------------------------------------- | --------------------------------------------------------- | --------------------------------------------------------- | --------------------------------------------------------- | --------------------------------------------------------- | --------------------------------------------------------- | --------------------------------------------------------- | --------------------------------------------------------- |
| Temp. máx. abs. (°C)                                      | 27.0                                                      | 27.6                                                      | 28.6                                                      | 30.7                                                      | 33.3                                                      | 35.1                                                      | 35.3                                                      | 34.2                                                      | 34.2                                                      | 32.5                                                      | 30.9                                                      | 28.8                                                      | 35.3                                                      |
| Temp. máx. media (°C)                                     | 20.6                                                      | 21.1                                                      | 22.8                                                      | 25.1                                                      | 27.7                                                      | 30.3                                                      | 31.7                                                      | 31.3                                                      | 30.1                                                      | 27.8                                                      | 25.5                                                      | 22.2                                                      | 26.4                                                      |
| Temp. media (°C)                                          | 18.3                                                      | 18.6                                                      | 20.1                                                      | 22.5                                                      | 25.0                                                      | 27.7                                                      | 28.9                                                      | 28.6                                                      | 27.6                                                      | 25.5                                                      | 23.1                                                      | 20.0                                                      | 23.8                                                      |
| Temp. mín. media (°C)                                     | 16.3                                                      | 16.6                                                      | 17.9                                                      | 20.4                                                      | 23.0                                                      | 25.7                                                      | 26.8                                                      | 26.5                                                      | 25.6                                                      | 23.8                                                      | 21.3                                                      | 18.2                                                      | 21.8                                                      |
| Temp. mín. abs. (°C)                                      | 6.9                                                       | 7.3                                                       | 8.6                                                       | 11.4                                                      | 15.2                                                      | 17.4                                                      | 21.4                                                      | 21.2                                                      | 19.7                                                      | 17.2                                                      | 12.9                                                      | 9.6                                                       | 6.9                                                       |
| Precipitación total (mm)                                  | 138.8                                                     | 119.8                                                     | 138.7                                                     | 148.7                                                     | 222.3                                                     | 194.7                                                     | 151.6                                                     | 257.4                                                     | 259.3                                                     | 157.9                                                     | 139.8                                                     | 147.2                                                     | 2076.2                                                    |
| Días de lluvias (≥ 1 mm)                                  | 12.3                                                      | 10.8                                                      | 10.9                                                      | 9.9                                                       | 10.7                                                      | 9.8                                                       | 9.3                                                       | 12.2                                                      | 11.2                                                      | 10.0                                                      | 10.9                                                      | 11.9                                                      | 129.9                                                     |
| Horas de sol                                              | 85.5                                                      | 90.3                                                      | 116.0                                                     | 122.9                                                     | 149.3                                                     | 191.9                                                     | 241.0                                                     | 210.9                                                     | 179.3                                                     | 151.9                                                     | 112.3                                                     | 92.7                                                      | 1744                                                      |
| Humedad relativa (%)                                      | 72                                                        | 74                                                        | 76                                                        | 79                                                        | 82                                                        | 84                                                        | 80                                                        | 81                                                        | 79                                                        | 75                                                        | 74                                                        | 71                                                        | 77.3                                                      |
| Fuente: JMA (1991-2020)                                   |                                                           |                                                           |                                                           |                                                           |                                                           |                                                           |                                                           |                                                           |                                                           |                                                           |                                                           |                                                           |                                                           |